# Actephila venusta
Actephila venusta är en emblikaväxtart som beskrevs av Paul Irwin Forster. Actephila venusta ingår i släktet Actephila och familjen emblikaväxter. Inga underarter finns listade i Catalogue of Life.